# Árido (minería)

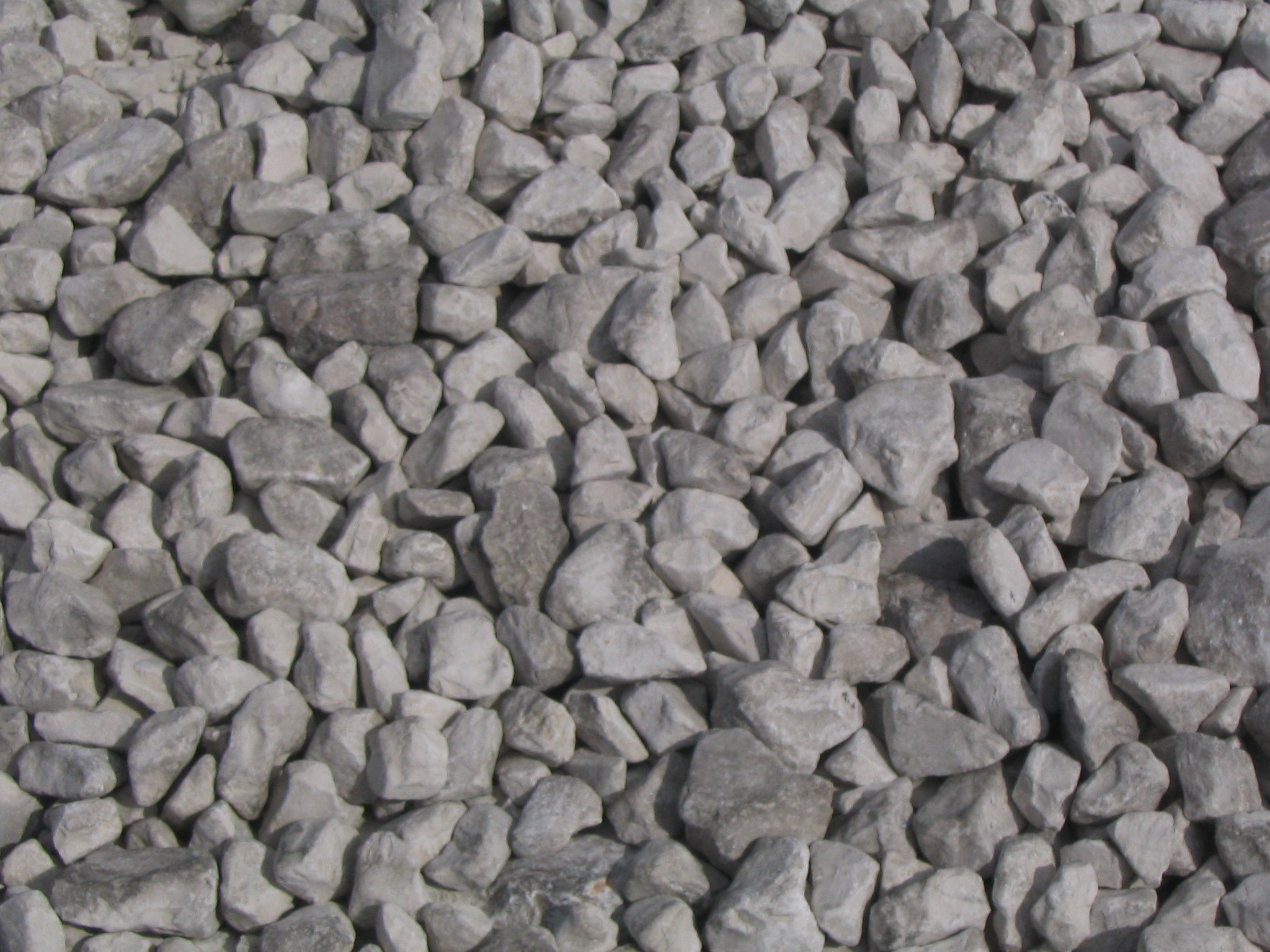
La grava es un árido formado por pequeños fragmentos de roca.

Se denomina árido al material granulado que se utiliza como materia prima en la construcción, principalmente.
El árido se diferencia de otros materiales por su estabilidad química y su resistencia mecánica, y se caracteriza por su tamaño. No se consideran como áridos aquellas sustancias minerales utilizadas como materias primas en procesos industriales debido a su composición química.

## Tipos

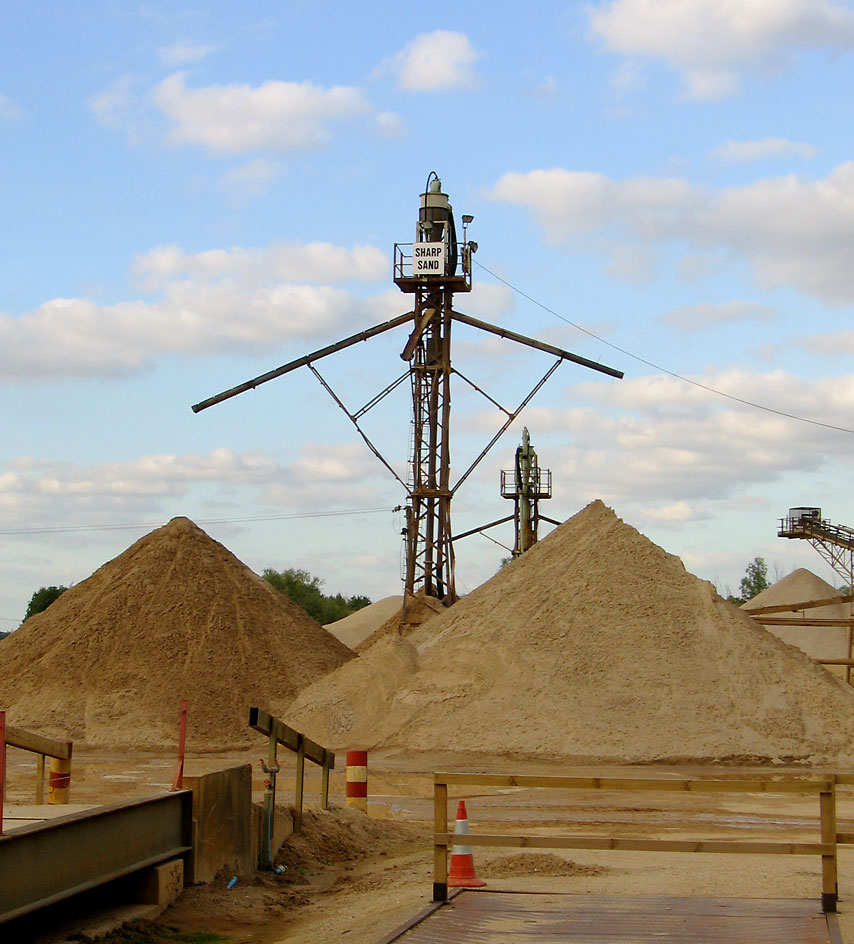
Torre de clasificación de arenas en una cantera.

Según su origen el árido puede ser natural, artificial o reciclado.
El árido natural es el que procede del laboreo de un yacimiento y que ha sido sometido únicamente a procesos mecánicos.
En cuanto a su forma se distinguen en redondeados (o rodados) y procedentes de machaqueo. Este último presenta formas angulosas debido a la fracturación mecánica necesaria para su obtención.
Las rocas de las que se extraen áridos naturales son:
- Rocas calcáreas sedimentarias (caliza y dolomía)
- Arenas y gravas
- Rocas ígneas y metamórficas (granito, basalto y cuarcita)

El árido artificial es el que procede de un proceso industrial y ha sido sometido a alguna modificación físico-química o de otro tipo.(como por ejemplo arcilla)
El árido reciclado es el que resulta del reciclaje de residuos de demoliciones o construcciones y de escombros.

## Procesos
El árido extraído de cantera no suele tener las propiedades que se le exigen en obra como son una granulometría definida, un tamaño máximo o estar libres de finos por lo que deben ser sometidos a varios procesos para su puesta en obra:
- Limpieza: Se les quitan las ramas, los finos y otros restos que puedan tener. Suele implicar humedecerlos por lo que al final también tendrán un secado posterior si se requieren secos.
- Triturado: Para conseguir el diámetro máximo necesario se deben romper con las trituradoras. La trituración completa tiene tres fases. La primaria en la que sale un árido de 2 cm, la secundaria en la que el tamaño oscila entre 1,5 y 0,5 cm y la terciaria que produce arenas.
- Clasificación: Dependiendo del diámetro se puede hacer con un cribado, aunque si el diámetro es menor de 2 mm resulta más rentable usar separación hidráulica y neumática.

## Aplicación
Los áridos se utilizan para:
- Confección de hormigones y morteros
- Rellenos
- Escolleras
- Balastos de vías férreas
- Bases y subbases de carreteras
- Firmes de aglomerados asfálticos

## Restauración

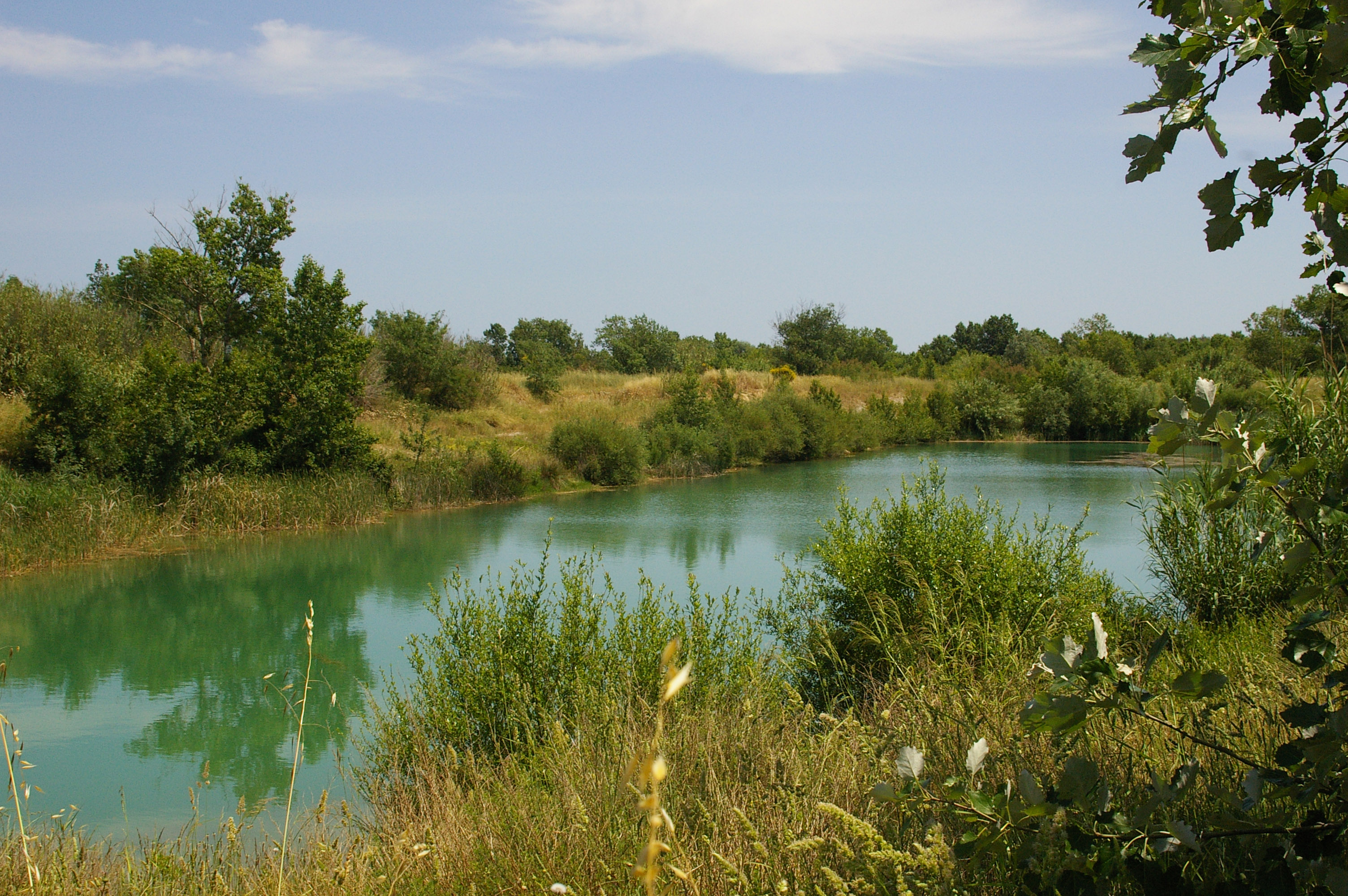
Gravera restaurada.

Los áridos se obtienen mediante una intervención temporal sobre el medio, que tiene por objeto obtener un aprovechamiento minero. Se trata, por lo tanto, de un impacto paisajístico transitorio producido mientras se llevan a cabo las tareas extractivas y hasta la finalización de la ejecución del correspondiente programa de restauración, autorizado y tutelado en España por la Administración Autonómica.
El programa de restauración tiene como principal objetivo devolver el terreno afectado por la explotación a sus usos iniciales, o bien adecuarlo a las nuevas necesidades del territorio y la comunidad.
Esto implica que antes del comienzo de la actividad, las empresas tienen que disponer de un programa de restauración aprobado y tienen que depositar una importante cantidad de dinero como fianza para garantizar que la restauración se llevará a cabo. Actualmente, las empresas extractivas catalanas tienen más de 60 millones de euros depositados como avales.
Cataluña es la comunidad autónoma española pionera en tener una ley de restauración (1988)cita requerida[cita requerida]. A lo largo de los últimos años, el conjunto del sector extractivo español ha adquirido una conciencia sostenible. De esta forma, el concepto de restauración se ha instaurado en la gran mayoría del territorio español.[cita requerida]
La restauración integrada:
Este concepto consiste en el aprovechamiento de los movimientos de tierra que generan la misma actividad extractiva para restaurar paralelamente zona ya explotadas. De esta forma, se restaura a medida que se va explotando el terreno y no se espera hasta finalizar la actividad. Se trata de un sistema muy efectivo para la recuperación del medio natural. Al finalizar los trabajos de restauración se puede conseguir un uso productivo del suelo e, incluso, hay casos en que el entorno natural es mejorado a raíz del proceso restaurador.
Varios ejemplos de restauración podrían ser la conversión de la cantera en:
- Terrenos agrícolas
- Bosques
- Zonas de recreo
- Vertederos controlados
- Polígonos industriales
- Parques tecnológicos
- Urbanizaciones

## Importancia
Los áridos son una materia prima imprescindible en la construcción de edificios e infraestructuras de un país. Son la segunda materia prima más consumida, después del agua. En el año 2002, el consumo en España fue de 9,7 toneladas por habitante, superior a la media europea (8 t/habitante).[cita requerida]